# Mariusz Krystian
Mariusz Tomasz Krystian (ur. 18 września 1976 w Zatorze) – polski polityk, nauczyciel i samorządowiec, wójt gminy Spytkowice (2010–2023), poseł na Sejm X kadencji.

## Życiorys
Syn Kazimierza i Stanisławy Krystian. Uzyskał tytuł zawodowy magistra politologii i nauk społecznych na Akademii Pedagogicznej w Krakowie. Ukończył również studia podyplomowe z zakresu historii na Uniwersytecie Jagiellońskim oraz informatyki na Akademii Górniczo-Hutniczej w Krakowie. Pracował jako statystyk medyczny i nauczyciel.
W wyborach samorządowych w 1998 bezskutecznie ubiegał się o mandat radnego powiatu wadowickiego z listy Akcji Wyborczej Solidarność. W latach 2002–2010 sprawował mandat radnego gminy Spytkowice. W 2010 został wybrany na urząd wójta tej gminy. Z powodzeniem ubiegał się o reelekcję w wyborach w 2014 i 2018.
Dołączył do Prawa i Sprawiedliwości. W wyborach parlamentarnych w 2023 został wybrany do Sejmu X kadencji z okręgu chrzanowskiego, startując z drugiego miejsca na liście PiS i zdobywając 11 366 głosów. Został członkiem Komisji Infrastruktury oraz Komisji Polityki Społecznej i Rodziny. W grudniu 2023 powołany w skład sejmowej komisji śledczej ds. wyborów korespondencyjnych. W listopadzie 2024 został prezesem struktur PiS w swoim okręgu wyborczym.

## Odznaczenia
W 2018 został odznaczony Srebrnym Krzyżem Zasługi.